# Mario Alberto Trejo
Mario Alberto Trejo Guzmán (* 11. Februar 1956 in Mexiko-Stadt) ist ein ehemaliger mexikanischer Fußballspieler auf der Position des Verteidigers, der nach dem Ende seiner aktiven Laufbahn zunächst als Fußballtrainer tätig war und neuerdings Sportdirektor bei den UNAM Pumas ist.

## Biografie
Mario Trejo ging aus dem Nachwuchsbereich des Club América hervor, bei dem er zu Saisonbeginn 1974/75 seinen ersten Profivertrag erhielt. Während er in seinen ersten Jahren kaum zum Einsatz kam, entwickelte er sich im Laufe der Saison 1978/79 zum Stammspieler, der schon bald nicht mehr aus der Mannschaft wegzudenken war und maßgeblichen Anteil an den Meistertiteln der Spielzeiten 1983/84 und 1984/85 hatte.
Durch seine herausragenden Leistungen ließ eine Berufung in die mexikanische Fußballnationalmannschaft nicht lange auf sich warten. Sein erstes Länderspiel bestritt er am 28. Februar 1980 gegen Südkorea (1:0) und im Spiel gegen Ecuador (3:2) am 4. Dezember 1984 gelang ihm sein einziger Länderspieltreffer.
Unmittelbar nach der im eigenen Land ausgetragenen Fußball-Weltmeisterschaft 1986, bei der Trejo die Vorrundenspiele gegen Belgien (2:1) und Paraguay (1:1) absolvierte, wechselte er zum Tampico-Madero FC, bei dem er bis zu dessen finanziell bedingten Rückzug aus der Primera División am Saisonende 1989/90 blieb und seine aktive Karriere beendete.
Anschließend war Trejo lange als Trainer im Jugendbereich tätig und übernahm im Sommer 2008 den Posten des Sportdirektors von Oaxaca. Seit 2010 ist er Sportdirektor des Erstligavereins Club Universidad, einem Erzrivalen seines Exvereins América.

## Erfolge
- Mexikanischer Meister: 1976, 1984, 1985
- CONCACAF Champions Cup: 1977
- Copa Interamericana: 1978